# كأس ويلز 1877–78
كأس ويلز 1877–78 (بالإنجليزية: 1877–78 Welsh Cup)‏ هو موسم من كأس ويلز. كان عدد الأندية المشاركة فيه 18، وفاز فيه نادي ريكسهام.